# Horst Haßlinger
Horst Haßlinger (Horst Andreas Haßlinger; * 16. September 1943 in Langenzenn) ist ein ehemaliger deutscher Leichtathlet.

## Karriere
Haßlinger wurde als Jüngster von vier Kindern geboren. Den Vater verlor er am 8. Mai 1945 im mittelfränkischen Roth bei einem Bombenangriff. Nach erfolgreichem Abschluss der Volksschule erlernte der sportbegeisterte Knabe den Beruf des Schriftsetzers. Mit der gewonnenen Unabhängigkeit und dem Verdienst konnte er auch seine Mutter entlasten. Seinen Wehrdienst leistete er bei der Grenzpolizei im Bundesgrenzschutz, wo ihm seine Schnelligkeit bereits erste Erfolge einbrachte.
Der 1,81 m große Sprinter brachte zu seinen Erfolgszeiten, in denen er für den Verein LAC Quelle Fürth antrat, 76 kg auf die Waage. Für den LAC holte er die erste internationale Medaille mit dem dritten Platz bei den Hallenmeisterschaften in Wien in der Rundstaffel. Im Laufe seiner Karriere erzielte er Bestzeiten von 10,4 s (auf 100 Meter); 21,0 s (auf 200 Meter); 47,2 s (auf 400 Meter). Die 10,4 s auf 100 Meter lief er wiederholt in den Jahren 1964, 1965 und 1972.
Im Anschluss an seine aktive Karriere wurde er von seinem ehemaligen Sponsor, der Firma Quelle, im fränkischen Fürth als kaufmännischer Angestellter beschäftigt. Mit seiner Familie lebte der Vater von drei Kindern, in den Jahren 1975–1989, in Neunkirchen am Brand, im Landkreis Forchheim.
Seit Ende des Jahres 1992 wohnt der geschiedene Pensionist in Nürnberg und widmet sich dem ehrenamtlichen Engagement für den Senioren- und Behinderten-Sport.

## Plätze und Zeiten
- 2. Platz für TV 1860 Fürth, 200 Meter, am 10. Juli 1965 bei den Bayerischen-Leichtathletik-Meisterschaften in Fürth
- 3. Platz mit der 4-mal-100-Meter-Staffel von TV 1860 Fürth bei den Deutschen Meisterschaften am 7. August 1966 in Hannover
- 3. Platz für TV 1860 Fürth, 200 Meter, 1969, bei den Deutschen Hallen-Leichtathletik-Meisterschaften
- 3. Platz für LAC Quelle Fürth, 400 Meter, 1971, bei den Deutschen Hallen-Leichtathletik-Meisterschaften
- 3. Platz mit 6:19,6 min für BRD, 1970, im Finale 2 + 3 + 4 + 5-Runden-Staffel (2800 Meter) (gemeinsam mit Lothar Hirsch, Manfred Henne, Ingo Sensburg)
- mit 21,0 s für TV 1860 Fürth, 200 Meter, am 5. September 1965 in Nürnberg/Bayern
- mit 47,39 s für LAC Quelle Fürth, 400 Meter, am 10. Juli 1971 in Stuttgart/Bayern